# Лаосско-мьянманские отношения
Лаосско-мьянманские отношения — двусторонние дипломатические отношения между Лаосом и Мьянмой. Протяжённость государственной границы между странами составляет 238 км.

## История
В 1955 году страны установили дипломатические отношения. В настоящее время существует несколько амбициозных проектов которые должны укрепить дружественные отношения между странами, в частности в 2009 году мьянманский город Паган стал побратимом лаосского города Луангпхабанг. В июле 2011 года президент Мьянмы Тейн Сейн и премьер-министр Лаоса Тхонгсинг Тхаммавонг провели встречу в Нейпьидо. Лидеры двух стран обязались развивать дружественные отношения и тесное сотрудничество в целом ряде отраслей. Одной из ключевых тем беседы стало развитие туризма и торговых отношений, в частности строительство автомобильной дороги из Мьянмы через территорию Лаоса во Вьетнам, а также борьба с незаконным оборотом наркотиков.

## Торговля
11 мая 2015 года президент Лаоса Тюммали Сайнясон и президент Мьянмы Тейн Сейн официально открыли Лаосско-мьянманский «Мост дружбы» через реку Меконг. Лидеры двух стран назвали этот мост символом тесного сотрудничества между Лаосом и Мьянмой. Реализация проекта обошлась в 26 млн долларов США. Строительство моста было начато 16 февраля 2013 года и было завершено на пять месяцев раньше запланированного срока. Сам мост длиной 691 метров, не включая подъездные пути: 758 метров со стороны Лаоса и 610 метров дороги со стороны Мьянмы.